# Löfsåsen
Löfsåsen är en ensligt belägen by i Lockne distrikt (Lockne socken) i Östersunds kommun, Jämtlands län (Jämtland). Byn ligger vid änden av länsväg 612, cirka sju kilometer från småorten Ångsta och 13 kilometer från Brunflo.